# Siem Bouk
Siem Bouk (tiếng Khmer: សៀមបូក) là một huyện thuộc tỉnh Stung Treng, đông bắc Campuchia. Theo thống kê năm 1998, dân số toàn huyện là 10,235.